# Daniela Chrapkiewicz
Daniela Jadwiga Chrapkiewicz z domu Probe (ur. 9 marca 1948 w Starogardzie Gdańskim) – polska polityk, lekarka, pediatra i anestezjolog, posłanka na Sejm V, VI i VII kadencji.

## Życiorys
Absolwentka Wydziału Lekarskiego Akademii Medycznej w Gdańsku, podjęła pracę w zawodzie lekarza.
Zaangażowała się w działalność partii Prawo i Sprawiedliwość. W wyborach w 2005 kandydowała do Sejmu w okręgu gdańskim, otrzymując 3657 głosów. Nie została wybrana, jednak ślubowanie poselskie złożyła już w grudniu 2005, zastępując Hannę Foltyn-Kubicką, która z kolei objęła mandat deputowanej do Parlamentu Europejskiego zwolniony przez Annę Fotygę. W wyborach parlamentarnych w 2007 bez powodzenia ubiegała się o reelekcję, jednak w czerwcu 2009 kolejny raz w trakcie kadencji objęła mandat poselski, tym razem w miejsce Jacka Kurskiego, który został wybrany do Europarlamentu. W 2011 nie została ponownie wybrana. W 2014 została początkowo przedstawiona jako liderka pomorskiej listy Polski Razem w wyborach europejskich, jednak ostatecznie nie wystartowała. W sierpniu 2015 po raz trzeci z rzędu objęła wakujący mandat. Została posłanką na parę miesięcy przed końcem VII kadencji, zastępując tym razem Macieja Łopińskiego. Ślubowanie złożyła we wrześniu 2015, dołączając do klubu parlamentarnego PiS. W wyborach w kolejnym miesiącu nie ubiegała się o ponowny wybór. W 2024 bez powodzenia kandydowała do rady powiatu starogardzkiego.